# Wiktor Michalewski
Wiktor Michalewski (russisch Виктор Маркович Михалевский, FIDE-Schreibweise Victor Mikhalevski; * 8. Juli 1972 in Homel) ist ein israelischer Schachspieler.
Er spielte für Israel bei zwei Schacholympiaden: 2006 und 2010. Außerdem nahm er an der europäischen Mannschaftsmeisterschaft (2009) teil. Die israelische Einzelmeisterschaft konnte er 2014 und 2021 gewinnen.
In Österreich spielte er für den SK Fürstenfeld (2009/10 und 2010/11).
Im Jahre 1993 wurde ihm der Titel Internationaler Meister (IM) verliehen. Der Großmeister-Titel (GM) wurde ihm 1996 verliehen.
| Hier fehlt eine Grafik, die leider im Moment aus technischen Gründen nicht angezeigt werden kann. Wir arbeiten daran! |

## Veröffentlichungen
- Grandmaster Repertoire 13 - The Open Spanish, Quality Chess UK LLP, 2013, ISBN 978-1907982-44-6.
- Grandmaster Repertoire 19 - Beating Minor Openings, Quality Chess UK LLP, 2016 ISBN 978-1-907982-46-0.